# Corbiana
Corbiana (en llatí Corbiana, en grec antic Κορβιανή, 'Korbiané') era un dels tres districtes en què estava dividida la satrapia selèucida d'Elimaida. Els altres dos districtes eren els de Massabatica i Gabiana. En parla Estrabó.